# Landgericht Kissingen

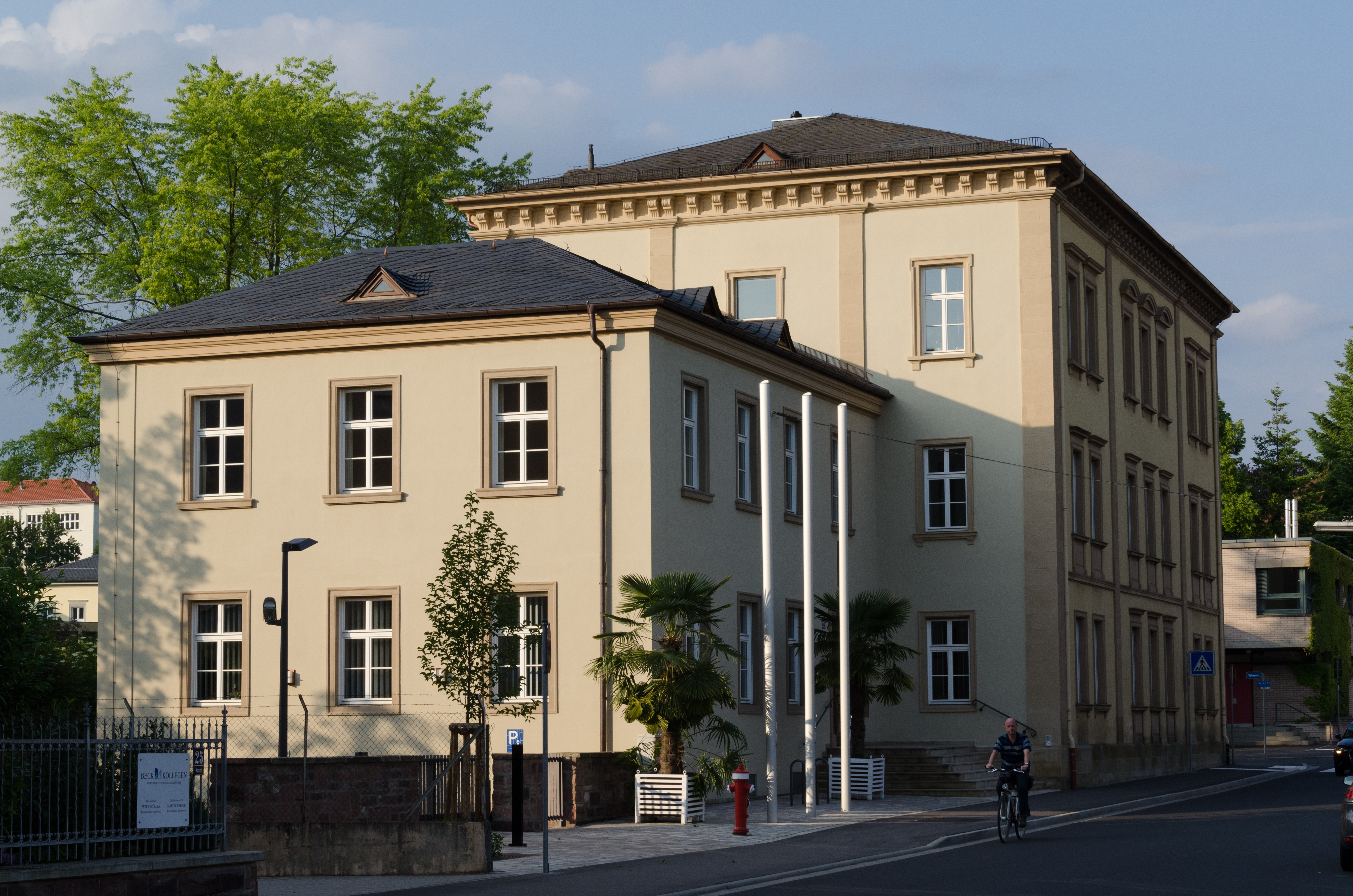
Das denkmalgeschützte Gebäude Maxstraße 27, ab 1863 Sitz des Landgerichts

Das Landgericht Kissingen war ein von 1803 bis 1879 bestehendes bayerisches Landgericht älterer Ordnung mit Sitz in Bad Kissingen im heutigen Landkreis Bad Kissingen. Die Landgerichte waren im Königreich Bayern Gerichts- und Verwaltungsbehörden, die 1862 in administrativer Hinsicht von den Bezirksämtern und 1879 in juristischer Hinsicht von den Amtsgerichten abgelöst wurden.

## Geschichte
Nachdem im Reichsdeputationshauptschluss das Hochstift Würzburg aufgehoben und Pfalz-Bayern zugesprochen wurde, wurden die würzburgischen Ämter aufgehoben und am 8. November 1803 stattdessen das Landgericht Kissingen gebildet. Es entstand aus folgenden Orten aus folgenden Ämtern:
- vom würzburgischen Amt Kissingen: Kissingen, Kloster Hausen, Saline und Winkels
- vom würzburgischen Amt Aschach: Aschach, Albertshausen, Bocklet, Burkardroth, Frauenroth, Gefäll, Großenbrach, Hassenbach, Hohn, Katzenbach, Poppenroth, Premich, Schlimpfhof, Stangenroth, Stralsbach, Waldfenster, Wollbach und Zahlbach
- vom würzburgischen Amt Trimberg: Oehrberg
- vom würzburgisch-mediaten Juliusspitälischen Vogtei und Rentamt Wolfsmünster: Platz (kam 1818 an das Landgericht Brückenau)[1]

Von 1806 bis 1814 war es dann ein Landgericht im Großherzogtum Würzburg. Das Landgericht hatte auch im Verlauf der Verwaltungsneugliederung Bayerns Bestand. Dieses kam im Jahr 1817 zum neu gegründeten Untermainkreis, dem Vorläufer des späteren Regierungsbezirks Unterfranken.
Im Jahre 1862 verlor das Landgericht seine administrative Funktion und wurde verwaltungsmäßig dem neuen Bezirksamt Kissingen zugewiesen. Unmittelbar vor dieser Zuweisung umfasste es die folgenden Gemeinden: Albertshausen b.Bad Kissingen, Arnshausen, Aschach b.Bad Kissingen, Bocklet, Burkhardroth, Ebenhausen, Eltingshausen, Frauenroth, Garitz, Gefäll, Großenbrach, Hassenbach, Hausen b.Bad Kissingen, Hohn, Katzenbach, Kissingen, Kleinbrach, Lauter b.Bad Kissingen, Oehrberg, Oerlenbach, Poppenroth, Premich, Reiterswiesen, Schlimpfhof, Stangenroth, Stralsbach, Waldfenster, Winkels, Wollbach b.Bad Kissingen, Zahlbach.